# サンホルヘ湾
サン・ホルヘ湾（Golfo San Jorge）は、アルゼンチン南部のチュブ州、サンタクルス州に面している湾である。周辺はパタゴニア（Patagonia）地方のカスティーヨ草原（Pampa del Castillo）であり、大西洋に面している。中心都市は、コモドーロ・リバダビア（Comodoro Rivadavia）である。